# Tirolerkogel
Tirolerkogel är ett berg i Österrike.   Det ligger i distriktet Lilienfeld och förbundslandet Niederösterreich, i den östra delen av landet, 80 km sydväst om huvudstaden Wien. Toppen på Tirolerkogel är 1 018 meter över havet.
Terrängen runt Tirolerkogel är kuperad. Närmaste större samhälle är Kirchberg an der Pielach, 16,0 km norr om Tirolerkogel. 
I omgivningarna runt Tiroler kogel växer i huvudsak blandskog.